# 边和市
边和市（越南语：／）是越南同奈省的省莅城市。面积264.08平方公里，2019年总人口110万人，是越南除胡志明市等五大直辖市外，人口最多的省辖市。

## 地理
邊和市位于胡志明市以东30公里，越南1号公路沿线。北接永久县，南接隆城县，东接壮奔县，西接平阳省新渊市、以安市和胡志明市守德市。

## 历史
边和市是作为南越首都西贡（今胡志明市）的郊区发展起来。法越战争之后，数万名越南北部和中部难民（其中许多是天主教徒）逃难到边和。
越南战争期间，美国空军在此建立邊和空軍基地，是除了新山一空軍基地外離西貢最近的空軍基地。不过，该市有不少市民是越南南方民族解放阵线成员、或同情越共。
1976年2月，边和市划归同奈省管辖，并成为同奈省莅。
1978年10月23日，统一县呼狔一社和呼狔二社划归边和市管辖；呼狔一社改制为呼狔一坊，呼狔二社改制为呼狔二坊。
1984年1月17日，呼狔二坊分设为新边坊和新和坊，保隆社和新城社合并为新保社，新万社改制为新万坊，新丰社改制为新丰坊。
1984年12月28日，保和社改制为保和坊。
1988年6月8日，三和坊析置平多坊。
1993年5月10日，边和市被评定为二级城市。
1994年8月29日，新保社改制为保隆坊，隆平新社改制为隆平新坊，三和坊析置隆平坊，三和坊、三协坊和新边坊析置新协坊，新丰坊析置盏曳坊。
1996年，呼狔一坊更名为呼狔坊。
2010年2月5日，隆城县安和社、隆兴社、福新社、三福社4社划归边和市管辖。
2015年12月30日，边和市被评定为一级城市。
2019年5月10日，安和社改制为安和坊，协和社改制为协和坊，化安社改制为化安坊，福新社改制为福新坊，三福社改制为三福坊，新行社改制为新行坊。
2024年9月28日，越南国会常务委员会通过决议，自2024年11月1日起，新丰坊部分区域和和平坊并入光荣坊，新丰坊部分区域和清平坊、决胜坊并入忠勇坊，新进坊并入新梅坊，三和坊并入平多坊。

## 行政区划
边和市下辖24坊1社，市人民委员会位于忠勇坊。
- 安平坊（Phường An Bình）
- 安和坊（Phường An Hòa）
- 平多坊（Phường Bình Đa）
- 保和坊（Phường Bửu Hòa）
- 保隆坊（Phường Bửu Long）
- 协和坊（Phường Hiệp Hòa）
- 化安坊（Phường Hóa An）
- 呼狔坊（Phường Hố Nai）
- 隆平坊（Phường Long Bình）
- 隆平新坊（Phường Long Bình Tân）
- 福新坊（Phường Phước Tân）
- 光荣坊（Phường Quang Vinh）
- 三协坊（Phường Tam Hiệp）
- 三福坊（Phường Tam Phước）
- 新边坊（Phường Tân Biên）
- 新行坊（Phường Tân Hạnh）
- 新协坊（Phường Tân Hiệp）
- 新和坊（Phường Tân Hòa）
- 新梅坊（Phường Tân Mai）
- 新丰坊（Phường Tân Phong）
- 新万坊（Phường Tân Vạn）
- 统一坊（Phường Thống Nhất）
- 盏曳坊（Phường Trảng Dài）
- 忠勇坊（Phường Trung Dũng）
- 隆兴社（Xã Long Hưng）

## 交通
- 越南鐵路
  - 南北線：邊和站

## 现状
边和市是越南南部的一个工业中心，日本、新加坡、美国、瑞士商人在附近投资兴建许多工厂和仓库，在娱乐业方面兴建一些游乐园、夜总会和餐馆。